# 1ドル硬貨 (ニュージーランド)
ニュージーランド1ドル硬貨（$1）は、ニュージーランド国内で流通する硬貨。1ニュージーランドドルと同等の価値があり、これまでアルミニウム青銅の金属で鋳造されている。1991年2月に1ドル紙幣に代わり登場されており、ニュージーランド国内の硬貨の中でも2ドル硬貨に次ぐ、額面の大きな通貨単位である。